# آرامگاه شیخ داوود
مقبره شیخ داوود مربوط به دوره ایلخانی تا دوره پهلوی است و در کرمان، خیابان ابو حامد، کوچه ابو حامد ۲۶ واقع شده و این اثر در تاریخ ۲۲ مرداد ۱۳۸۴ با شمارهٔ ثبت ۱۳۲۸۳ به‌عنوان یکی از آثار ملی ایران به ثبت رسیده است.